# Colle del Maurin
Il Colle del Maurin (2.637 m s.l.m. - detto anche Colle di Mary - Col Maurin oppure Col de Mary in francese) è un valico alpino che collega la Valle Maira in Italia con la Valle dell'Ubaye in Francia.

## Descrizione
Dal versante italiano si trova alla testata della Valle del Maurin, vallone che si dirama dalla valle principale a monte di Acceglio. Dal versante francese si trova al fondo del Vallone di Mary, laterale della Valle dell'Ubaye. Dal punto di vista orografico il colle si trova all'interno delle Alpi Cozie e, più nel dettaglio, all'interno del Gruppo del Chambeyron.

## Accesso
Il colle è raggiunto dal Sentiero Roberto Cavallero.